# Рур (река)
Рур је река у северозападној Немачкој, десна притока Рајне. Дуга је 219 km. По овој реци име је добила густо насељена индустријска Рурска област (више од 6 милиона становника), коју река ограничава са југа. На реци Рур се налазе велики градови: Дортмунд, Есен, Дуизбург и други. 
Воде реке Рур се акумулирају у више вештачких језера чија се вода користи за водоснабдевање. 
У 19. веку ова река је била најпрометнији речни пут у Немачкој. Данас се за пловидбу користе само последњих 12 km тока до града Милхајм на Руру. 